# Verkiezingen in Zuid-Afrika
Zuid-Afrika is een democratie met een meerpartijenstelsel. Er worden verschillende soorten verkiezingen gehouden, namelijk op federaal, provinciaal en op lokaal vlak.

## Kiesrecht
Alle volwassen Zuid-Afrikanen, ongeacht hun ras of sekse, hebben kiesrecht. In 1910, met de stichting van de Unie van Zuid-Afrika, kregen alle blanke mannen (Afrikaners en Europeanen) kiesrecht. Kleurlingen mochten gebruik blijven maken van hun reeds decennia eerder verworven stemrecht in de Kaapprovincie om kandidaten voor de provinciale raad te kiezen. In 1929 kregen alle kleurlingen van Zuid-Afrika kiesrecht op landelijk vlak. In 1930 werd het vrouwenkiesrecht voor blanke vrouwen ingevoerd.
Zwarte Afrikanen met een hoog inkomen (notabelen en Chiefs) hadden alleen stemrecht in de Kaapprovincie en Natal. Bij de verkiezingen van 1909, de laatste voor de stichting van de Unie, konden 6633 zwarte notabelen op een totale bevolking van 400.000 Afrikanen hun stem uitbrengen op een kandidaat voor het parlement van de Kaapprovincie. In Natal konden in 1909 maar zes (!) zwarte notabelen op een bevolking van 1,2 miljoen Afrikanen hun stem uitbrengen. Kort na de stichting van de Unie van Zuid-Afrika in 1910 werd het kiesrecht voor Afrikanen in Natal afgeschaft, het kiesrecht voor welgestelde Afrikanen in de Kaapprovincie bleef tot 1936 bestaan. In 1936 schafte premier Barry Hertzog het kiesrecht voor Afrikanen in de Kaapprovincie af.
In 1959 schafte het apartheidskabinet onder premier Hendrik Verwoerd het kiesrecht voor kleurlingen in de Kaapprovincie af.
In de thuislanden die vanaf de jaren 60 door de apartheidsregering werden opgericht kwamen parlementen voor de Afrikaanse inwoners van die thuislanden. In de thuislanden kregen de Afrikanen kiesrecht.
Na de grondwetswijziging van 1984, die o.a. voorzag in de instelling van het Driekamerparlement, kregen kleurlingen en Aziaten (voornamelijk Indiërs) kiesrecht. Zij mochten kandidaten voor respectievelijk het Huis van Afgevaardigden en het Huis van Gedelegeerden kiezen. Blanken kozen de Volksraad. De grootste macht bleef in handen van de blanken, daar er alleen maar blanken in de federale regering zaten en de staatspresident altijd blank moest zijn.
President F.W. de Klerk hield in 1992 een referendum onder de blanke bevolking waarin de regering aan de bevolking vroeg of er algemeen kiesrecht voor alle Zuid-Afrikanen moest worden ingevoerd. 68,73% Van de blanke kiezers sprak zich uit vóór algemeen kiesrecht voor alle Zuid-Afrikanen. Op 27 april 1994 vonden de eerste niet-raciale parlementsverkiezingen in Zuid-Afrika plaats.

## Parlementsverkiezingen
Parlementsverkiezingen in Zuid-Afrika vinden in de regel iedere vijf jaar plaats. Het lagerhuis van het Parlement van Zuid-Afrika, de Nationale Vergadering (National Assembly), wordt rechtstreeks, via algemeen, enkelvoudig kiesrecht gekozen. De Nationale Vergadering bestaat uit 400 leden. De helft van de leden wordt via een districtenstelsel gekozen, de andere helft via landelijke kieslijst die direct verkozen moeten worden.
Het hogerhuis van het Parlement van Zuid-Afrika, de Nationale Raad van Provincies (NCOP, National Council of Provinces) bestaat uit 90 leden. Zij worden getrapt gekozen door de provinciale parlementen. Ieder parlement vaardigt 10 personen af naar de NCOP. De premier van iedere provincie maakt automatisch deel uit van de provinciale afvaardiging (delegatie).

### Parlementsverkiezingen van 2024
De meest recente parlementsverkiezingen vonden op 29 mei 2024 plaats en werden gewonnen door het Afrikaans Nationaal Congres (ANC), dat sinds 1994 telkens de grootste partij van Zuid-Afrika is geweest. Voor het eerst in dertig jaar behaalde het ANC echter geen absolute meerderheid. Na de verkiezingen werd ANC-leider Cyril Ramaphosa beëdigd voor een tweede volledige termijn als president.

## Provinciale verkiezingen
Provinciale verkiezingen vinden in de regel iedere vijf jaar plaats. De parlementen van de negen Zuid-Afrikaanse provincies worden via algemeen, enkelvoudig kiesrecht gekozen. Ieder provinciaal parlement kiest een tienkoppige afvaardiging om zitting te nemen in de Nationale Raad van Provincies (zie hierboven).

## Presidentsverkiezingen
Het staatshoofd van Zuid-Afrika, de president, die tevens regeringsleider is, wordt na de parlementsverkiezingen gekozen door de Nationale Vergadering. De huidige president Cyril Ramaphosa (ANC) werd in 2018 gekozen nadat zijn voorganger Jacob Zuma tussentijds was afgetreden. Na de parlementsverkiezingen in 2019 werd Ramaphosa herkozen voor een eerste volledige termijn. Na de verkiezingen van 2024 volgde een tweede termijn.